# Yusuke Sato
Yusuke Sato (født 2. november 1977) er en tidligere japansk fodboldspiller.
Han har spillet for flere forskellige klubber i sin karriere, herunder Nagoya Grampus Eight, Vissel Kobe, Omiya Ardija, Montedio Yamagata, Cerezo Osaka, Shonan Bellmare, Tokyo Verdy og Tochigi SC.